# ギャラティン郡 (ケンタッキー州)
ギャラティン郡（英: Gallatin County）は、アメリカ合衆国ケンタッキー州の北部に位置する郡である。2010年国勢調査での人口は8,589人であり、2000年の7,870人から9.1%増加した。郡庁所在地はウォーソー市（人口1,615人）であり、同郡で人口最大の都市でもある。オハイオ川沿いに位置しており、郡創設時の1798年頃は主要な交通ルートにあった。郡名は、スイスの出身であり、トーマス・ジェファーソン大統領政権でアメリカ合衆国財務長官を務めたアルバート・ギャラティン（在任1801年-1814年）に因んで名付けられた。

## 歴史

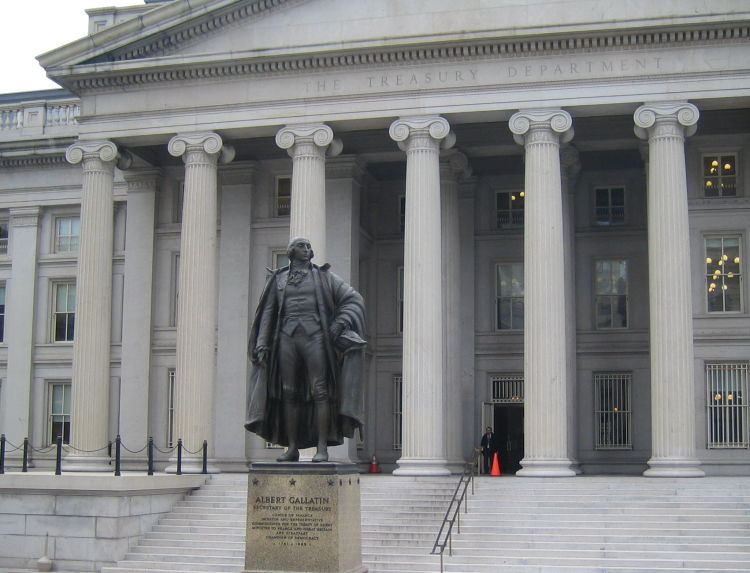
郡名の元になったアルバート・ギャラティン、この彫像はワシントンD.C.のアメリカ合衆国財務省ビルの前に立っている

ギャラティン郡は1798年12月14日に州内31番目の郡として設立された。領域はフランクリン郡とシェルビー郡の一部を合わせて作られた。その後、郡域の中から、1819年にオーエン郡、1836年にトリンブル郡、1838年にキャロル郡が設立されて小さくなった。現在の郡域は当初の10分の1になっている。北側郡境はオハイオ川である。
南北戦争は郡民の生活を脅かした。郡内で小競り合いが起こり、北軍は何人かを反逆罪で逮捕した。戦後、ウォーソー市に近いオハイオ川で史上最大級の蒸気船事故が起きた。アメリカ号とユナイテッド・ステイツ号という2隻の旅客蒸気船が衝突した。ユナイテッド・ステイツ号に積んでいたケロシンの樽に引火し、両船とも直ぐに炎に包まれた。死者は162人に上った。
20世紀に入ると川を使った交易が減退し始め、蒸気船の時代は終わった。貨物も旅客もより速い交通手段を好んだ。鉄道が輸送能力を高め、自動車やトラックが頼られるようになり、飛行機が使われるようになった。1956年にはマークランド閘門とダムの建設が始まり、1964年に完工した。1967年にはこのダムに水力発電所が建設され、職が提供された。郡内には州間高速道路71号線、アメリカ国道42号線、同127号線が通った。1980年代までに人口の半分以上が郡外で雇用されるようになっていた。

## 地理
アメリカ合衆国国勢調査局に拠れば、郡域全面積は104.67平方マイル (271.1 km2)であり、このうち陸地98.81平方マイル (255.9 km2)、水域は5.87平方マイル (15.2 km2)で水域率は5.61%である。ケンタッキー州では面積最少の郡である。

### 隣接する郡
- スウィッツァランド郡 (インディアナ州) - 北、オハイオ川の対岸
- ブーン郡 - 北東
- グラント郡 - 南東
- オーエン郡 - 南
- キャロル郡 - 西

## 人口動態
以下は2000年国勢調査による人口統計データである。
| 基礎データ - 人口: 7,870人 - 世帯数: 2,902 世帯 - 家族数: 2,135 家族 - 人口密度: 31人/km2（80人/mi2） - 住居数: 3,362軒 - 住居密度: 13軒/km2（34軒/mi2） 人種別人口構成 - 白人: 96.72% - アフリカン・アメリカン: 1.59% - ネイティブ・アメリカン: 0.18% - アジア人: 0.22% - その他の人種: 0.25% - 混血: 1.04% - ヒスパニック・ラテン系: 1.04% 年齢別人口構成 - 18歳未満: 28.6% - 18-24歳: 7.7% - 25-44歳: 31.0% - 45-64歳: 22.5% - 65歳以上: 10.3% - 年齢の中央値: 35歳 - 性比（女性100人あたり男性の人口） - 総人口: 98.9 - 18歳以上: 96.0 | 世帯と家族（対世帯数） - 18歳未満の子供がいる: 37.0% - 結婚・同居している夫婦: 58.0% - 未婚・離婚・死別女性が世帯主: 10.7% - 非家族世帯: 26.4% - 単身世帯: 22.0% - 65歳以上の老人1人暮らし: 8.2% - 平均構成人数 - 世帯: 2.68人 - 家族: 3.11人 収入と家計 - 収入の中央値 - 世帯: 36,422米ドル - 家族: 41,136米ドル - 性別 - 男性: 32,081米ドル - 女性: 21,803米ドル - 人口1人あたり収入: 16,416米ドル - 貧困線以下 - 対人口: 13.4% - 対家族数: 11.6% - 18歳未満: 16.6% - 65歳以上: 16.4% |

## 都市と町
- ウォーソー - 郡庁所在地
- グレンコー
- スパータ